# حبن أصفر
حبن أصفر (الاسم العلمي: Thevetia)، جنس نبات مزهر من فصيلة الدفلية. وصف لأول مرة كجنس في عام 1758. مواطنها في المكسيك وأمريكا الوسطى وأمريكا الجنوبية، وكوبا. تصنيف الجنس هو محل خلاف وجدل، بعض المؤلفين يضعونها داخل جنس Cascabela، في حين أن آخرين يصنفونها جنس منفصل. أنواعه ثلاثة.